# Bank of Italy

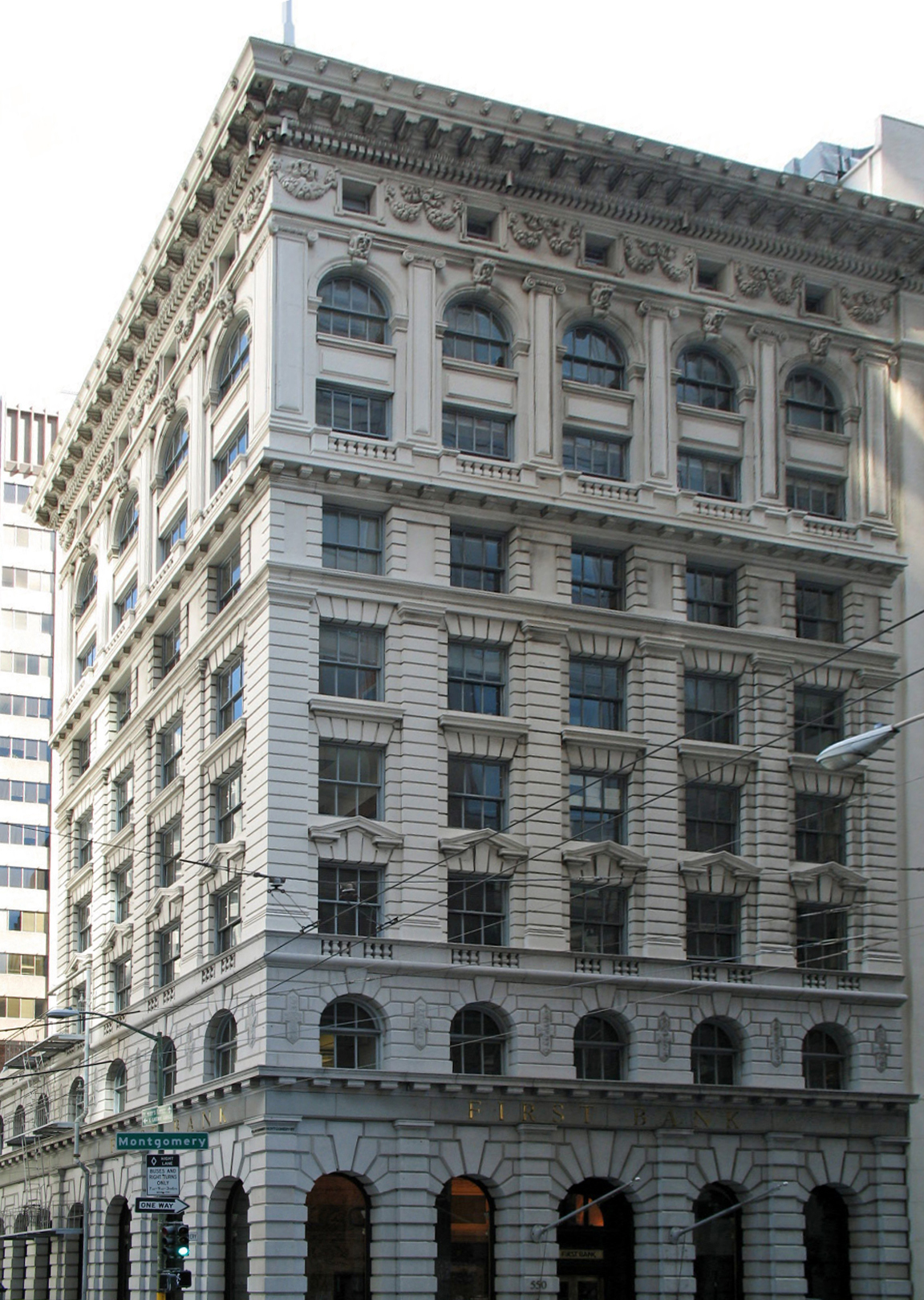
Здание в Сан-Франциско, в котором находилась штаб-квартира банка в 1908—1921 годах

Bank of Italy — банк, основанный 17 октября 1904 года в Сан-Франциско, США Амадео Джаннини и ставший предшественником Bank of America, одной из крупнейших банковских компаний США и мира.
Изначально банк обслуживал местное население (преимущественно итальянского происхождения), проживающее в районе Норт-Бич. Банк пережил землетрясение 1906 года, несмотря на то, что его здание было разрушено, и стал одним из первых предлагать займы для восстановления города. Новое здание банка, сохранившееся до сих пор, было открыто 17 августа 1908 года и служило его штаб-квартирой до 1921 года. В 1909 году, после того, как это стало разрешено законами Калифорнии, банк начал открывать отделения в других городах (первым стал Сан-Хосе); к 1918 году их стало 24, а к 1927 — более 100.
В 1928 году произошло слияние Bank of Italy и меньшего по размерам Bank of America, Los Angeles; основатель последнего, Орра Моннетт, некоторое время был одним из 2 сопредседателей банка наравне с Джаннини. В 1929 объединённый банк имел уже 453 офиса в Калифорнии (из них 292 ранее принадлежали Bank of Italy, в том числе 40 находившихся в Сан-Франциско, и 161 принадлежал Bank of America, Los Angeles). В 1930 году он сменил название на своё нынешнее — Bank of America.
История Bank of Italy и Джаннини послужила основой для художественного фильма «Американское безумие» Фрэнка Капры.